# 井上時利
井上 時利（いのうえ ときとし）は、戦国時代から江戸時代初期にかけての武将。長井道利の三男。美濃国田畑城主。
初め織田信長に仕え、信長死後は豊臣秀吉に仕える。慶長4年（1599年）、美濃と河内国の両国に760石を知行したが、翌5年（1600年）の関ヶ原の戦いで織田秀信の西軍参加を受けてこれに従い、戦後、徳川家康から改易されて浪人する。慶長19年（1614年）大坂冬の陣で豊臣方に付き、幕府軍の備えで谷町口に置かれた。
慶長20年（1615年）5月6日、大坂夏の陣で薄田兼相と共に大坂へ行き、徳川方の秋山右近を討ち取るが、幕府軍の猛攻に遭い討死（道明寺の戦い）した。享年50。
なお、『徳川実紀』（『台徳院殿御実紀』巻３７、764）では、菅沼定芳によって討ち取られたとある。また、本書では、秋山右近は徳川方（水野勝成の旗下の大和組）で、道明寺の戦いで同じく討死したとある。秋山右近を討ち取ったかどうかは不明である。
時利が織田有楽斎らと親しかったため、有楽斎らが崇源院にとりなし、その結果、子・利中はのちに罪を許され、江戸幕府2代将軍・秀忠に仕えている。
紫衣事件で処罰された玉室宗珀は幼少時、時利の弟として育てられたという。